# Harpenden (stacja kolejowa)
Stacja kolejowa Harpenden (ang. Harpenden railway station) – stacja kolejowa w Harpenden (Hertfordshire, Anglia). Kod stacji: HPD.
Stacja obsługiwana jest przez First Capital Connect. Obsługuje ok. 1 616 316 pasażerów rocznie (dane za rok 2021/2022).

## Połączenia
Stacja obsługuje połączenia (przez Londyn St Pancras International / King’s Cross oraz St Albans): 
- Bedford – Brighton,
- Bedford – Sevenoaks,
- Bedford – Sutton[1],
- Bedford - Rochester.

Stacja ma bezpośrednie połączenia z portami lotniczymi w Luton i Gatwick.

## Obsługa osób niepełnosprawnych
Stacja w Harpenden zapewnia pełną pomoc osobom niepełnosprawnym, wymagane jest jednak wcześniejsze zgłoszenie telefoniczne.

## Bilety
Stacja w Harpenden otwarta jest 24 godziny na dobę przez 7 dni w tygodniu. Na stacji, oprócz biletomatów (kupno i odbiór biletów kupionych on-line), otwarte są także kasy w godzinach urzędowania (z wyjątkiem niedziel i świąt państwowych).